# ベヨ
ベヨ（Bello）は、コロンビア・アンティオキア県の都市。人口は約53万人（2022年）。メデジンの北側に隣接し、都市圏の一部となっている。
メデジンメトロA線が乗り入れており、通勤通学に利用されている。市の産業としては繊維業の規模が大きい。

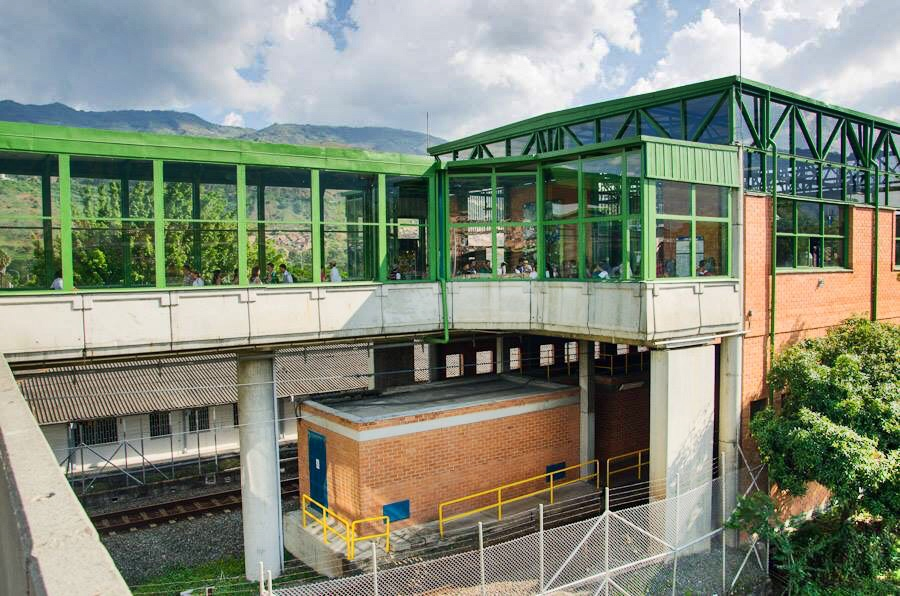
ベヨ駅